# Чепура мала
Чепу́ра мала́ або ча́пля бі́ла мала́  (Egretta garzetta) — середнього розміру болотний птах родини чаплевих, широко поширена в теплому кліматі східної півкулі. Починаючи з другої половини XX століття активно заселяє Північну і Центральну Америку. В Україні гніздовий, перелітний, зимуючий. Звичайний вид.
Зовні схожа на чепуру велику, відрізняючись від неї меншими розмірами, подовженим пір'ям на потилиці і грудях та елементами забарвлення дзьоба і ніг (див. опис). Тримається поблизу різних водойм зі стоячою або протічною водою; населяє заплавні ліси в долинах річок, мілководні озера із зарослими берегами, болота, заливні рисові поля. Не боїться людини і часто зустрічається біля житла і на пасовищах. Гніздиться колоніями, часто спільно з іншими чаплями та бакланами. Харчується в основному дрібною рибою, а також комахами, жабами, равликами тощо. У Європі перелітний птах, зимує на берегах Середземного моря, в Африці і в тропічній Азії.

## Опис
Невелика чапля, довжина тіла 55—65 см, розмах крил 86—106 см, вага 300—600 г. Довжина крила у неї приблизно 29 см. По висоті рівна єгипетській чаплі, але має більш витончену статуру. Оперення чисто-біле (рідко зустрічаються чорні з білим підборіддям чаплі — різновид забарвлення, зване «морфою»). Самець у шлюбний період має на потилиці довгий чуб довжиною до 20 см, з двох нерозсуканих пір'їн, а також такої ж довжини розсукане пір'я на грудях і плечах, зване «еґретою» — досягають довжини 24 см, звисаючи нижче хвоста. У самки еґрета коротша, ніж у самця. Дзьоб цілком чорний. Вуздечка (простір між дзьобом і оком) неоперена, у шлюбний період червонувата, в інший час року блакитно-сіра. Ноги чорні з жовтим плесном. Самки не відрізняються від самців, проте прикрашаючого пір'я не мають. Молоді птахи схожі на дорослих у зимовому вбранні, відрізняються зеленуватим плесном.
Малу білу чаплю можна сплутати із зовні схожою на неї великою білою чаплею. Від останньої вона відрізняється значно меншими розмірами, цілком жовтим плесном (у великої білої чаплі воно лише злегка жовтувате) і в шлюбний період цілком чорним дзьобом і подовженим пір'ям на грудях самців (натомість у великої білої чаплі дзьоб жовтий, а еґрети не виражені).
Поза сезоном розмноження зазвичай нетовариські. У колонії, навпаки, крикливі — голос нагадує гучне розтягнуте каркання. Іноді видає короткі хрипкі «питальні» звуки. Літає повільно, при цьому шию втягує сильніше, ніж велика чапля.

## Поширення

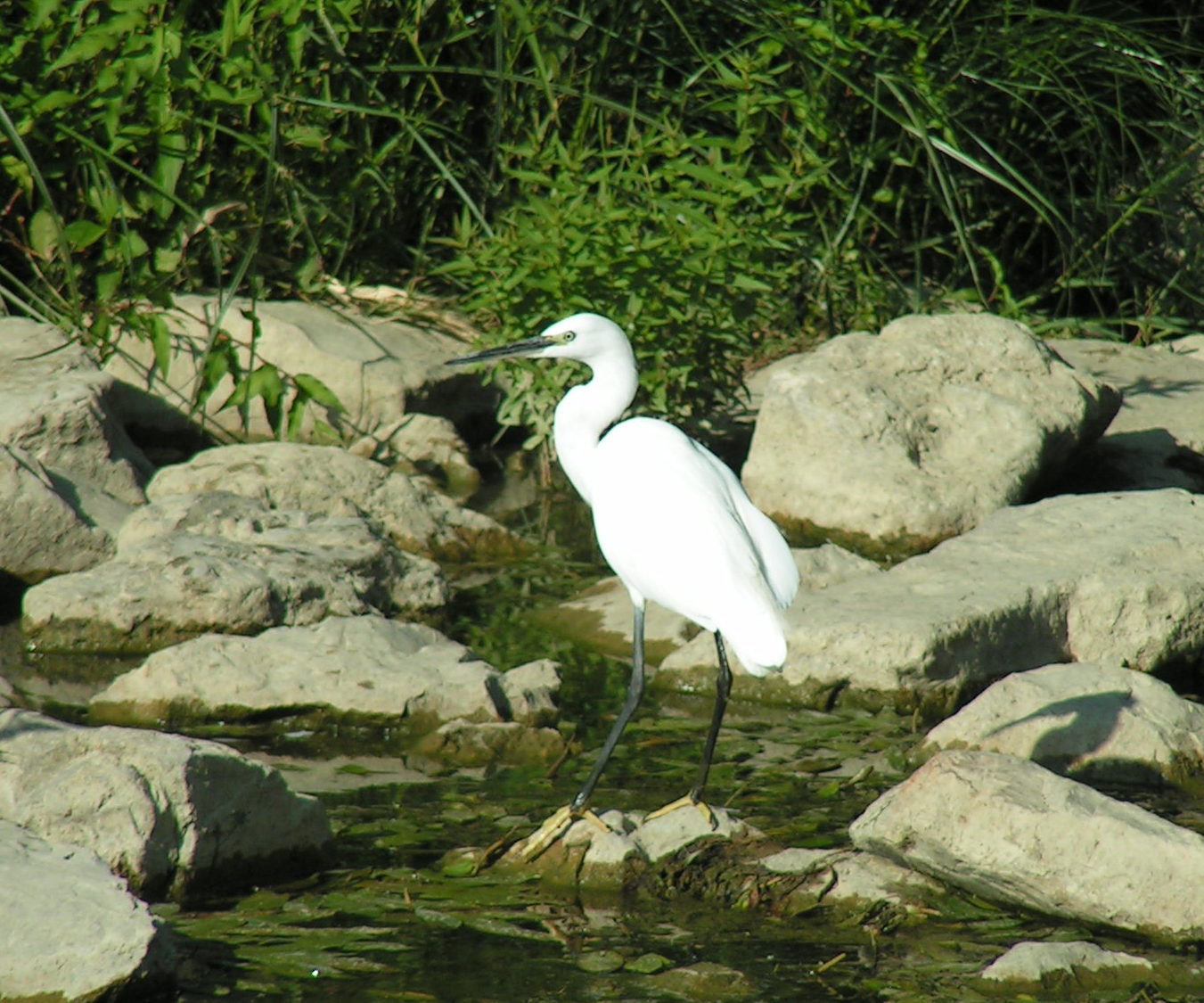
Мала біла чапля у природному середовищі існування

### Ареал

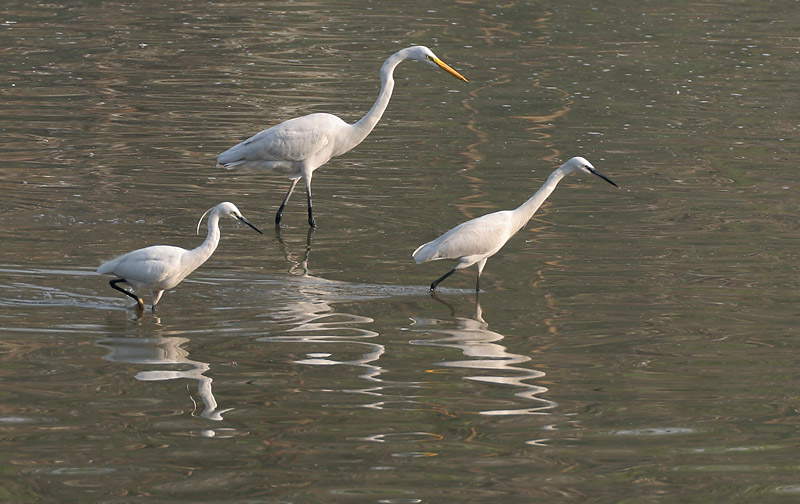
Велика (посередині) і дві малі білі чаплі

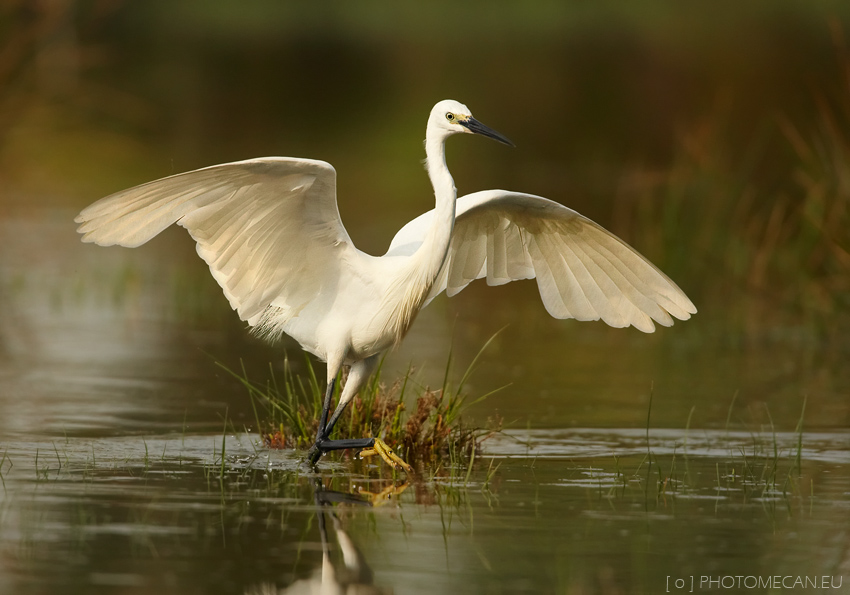
Зліт малої білої чаплі

В Європі поширена спорадично на північ до південної частини Піренейського півострова, долини річки Рони у Франції, північної Італії, Угорщини, південної Словаччини, Болгарії і Румунії. В Україні і в Молдові зустрічається в басейнах Дніпра, Дністра та Сіверського Дінця. У Росії гніздиться в південній частині Європейської частини приблизно до 48-ї паралелі — звичайна в прибережних районах Азовського моря, в долинах Дону, Кубані, Терека, Астраханському заповіднику в дельті Волги. У гирлі Уралу рідкісна. Далі на схід рідко селиться на північному узбережжі Аральського моря, в долині Сирдар'ї, за західними околицями Алайського хребта, південним підніжжя Гімалаїв, у долині Янцзи, на японських островах Хонсю, Кюсю і Сікоку, а також на Тайвані. В Африці селиться в дельті Нілу, на Островах Зеленого мису, Мадагаскарі, спорадично на північному сході, сході та півдні континенту. Звичайна в Індо-Австралійському архіпелазі від Зондських островів до Нової Гвінеї, а також у не посушливих районах Австралії.
Починаючи з другої половини XX століття, мала біла чапля почала гніздитися в Америці. У 1954 перший такий випадок був зареєстрований на острові Барбадос в Атлантиці біля берегів Південної Америки, а з 1994 року а птах з'явився вже на материку. При цьому з кожним роком кількість повідомлень неухильно зростала, а ареал розповсюдження розширився від Бразилії і Суринаму на півдні до канадських провінцій Ньюфаундленд і Квебек на півночі. У Західній Європі чапля нерегулярно селиться в більш північних широтах, де її раніше ніколи не зустрічали — в Нідерландах (1979 і 1990-ті рр.), південній Англії і Уельсі (з 2002 р).

### Місце проживання
Населяє береги різноманітних водоймищ з прісною, солонуватою або солоною морською водою. Перевагу віддає мілководним незарослим рослинністю місцям — відкритим болотам, неглибоким озерам, річковим заводям, заливним лукам, морським лагунам з припливами і відпливами, зрошувальним каналам, рисовим полям. Гніздиться в мангрових заростях і естуаріях річок. Поза водоймами селиться в савані і поблизу пасовищ худоби (іноді сідають на спини корів, що пасуться).

### Міграції
Палеарктичні популяції перелітні, зимують в Африці, Південній і Південно-Східній Азії. У тропіках осілий, частково перелітний і кочівний птах.

## Поширення в Україні

### Поширення
В Україні зустрічається в басейнах Дніпра, Південного Бугу, Дністра та Сіверського Дінця. У Прут-Дністровському межиріччі з середини 1950-х pp. і до 1995 p. включно мала біла чапля виявлена у 31 пункті: у 3 (9,7 %) — гніздування доведене, в інших — зустрічали залітних особин. У переважній більшості випадків (67,7 %) вид зафіксований на території Прут-Дністровського межиріччя. У Передкарпаття заходить недалеко — до 8 км у глибину (спостереження біля с. Мединя). Окрім наведених вище, наявні також відомості про наявність малої білої чаплі влітку 1955 р. зокрема і у Кельменецькому та Сторожинецькому районах (Ковальчук та ін., 1991), хоча конкретні пункти спостережень залишились невідомими.

### Місця перебування
Залітні птахи виявлені переважно на мілководдях Дністра (55,4 %, 121 особина) і Прута (29,8 %), значно рідше — в долині р. Лімниця (6,6 %), біля риборозплідних ставків (5,8 %), серед заростей надводної рослинності озера (1,6 %) і вздовж русла р. Черлена (0,8 %). Гніздові поселення знаходилися серед крон дерев на островах річки (2 випадки) та в лісосмузі (1).

### Міграції
У колонії поблизу с. Кліводин Кіцманського району в 1991 році малі білі чаплі, ймовірно, з'явилися не пізніше середини квітня, оскільки, зважаючи на вік пташенят зі знайдених згодом гнізд, початок кладки припав на третю декаду цього місяця. Залітні особини виявлені з травня по жовтень включно. Найчастіше птахів спостерігали у серпні-вересні (3/4 випадків) — саме в цей час, після виведення потомства, значна кількість особин виду мігрує у різних напрямках далеко за межі гніздового ареалу.

### Гніздування
Для заходу України, окрім території Прут-Дністровського межиріччя, достовірні дані про гніздування малої білої чаплі відсутні, хоча часта поява окремих особин і груп у характерних місцеперебуваннях протягом періоду розмноження свідчить про можливість утворення колоній. Такі поселення у досліджуваному регіоні були знайдені у наступних місцях.
У червні 1974 р. виявлено колонію (19 птахів) на острові р. Прут поблизу с. Припруття Новоселицького району.
У 1977 р. на острові р. Прут в околицях с. Зелений Гай, В. О. Голубєв виявив порівняно велику гніздову колонію. Поблизу цього ж місця він зустрічав чимало поодиноких малих білих чапель на кількакілометровому відрізку вздовж русла річки. Це, очевидно, були птахи з поселення, які літали на пошуки їжі і, мабуть, доходили аж до с. Остриця. З 1991 р. мала біла чапля почала гніздитись в колонії квака (Nycticorax nycticorax) та сірої чаплі (Ardea cinerea), яка розташована у призалізничній лісосмузі (переважають клен, ясен, в'яз, гледичія, граб, бузина) поблизу риборозплідних ставків в околицях с. Кліводин Кіцманського району на території Кліводинського орнітологічного заказника.

### Динаміка чисельності чапель в змішаній колонії заказника «Висоцький»
| Рік                     | Рік                     | 2004 | 2005 | 2006 | 2007 | 2008 | 2009 |
| Кількість гніздових пар | Кількість гніздових пар | 25   | 30   | 50   | 60   | 5    | 60   |

## Розмноження

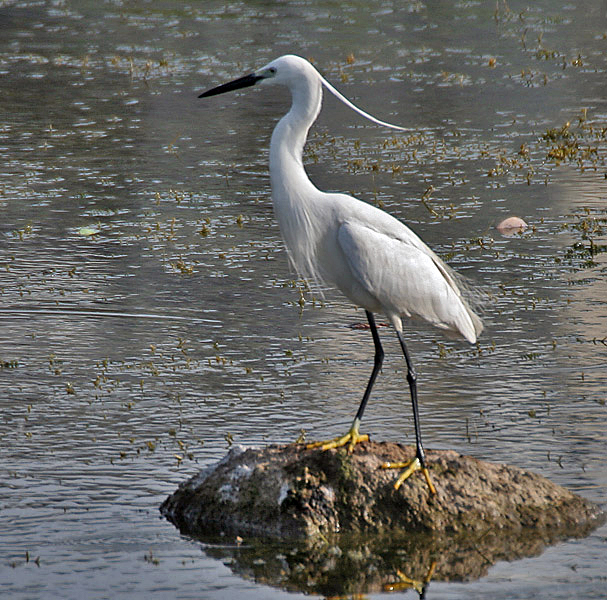
Самець E. g. garzetta в шлюбному вбранні — Гайдерабад, Індія

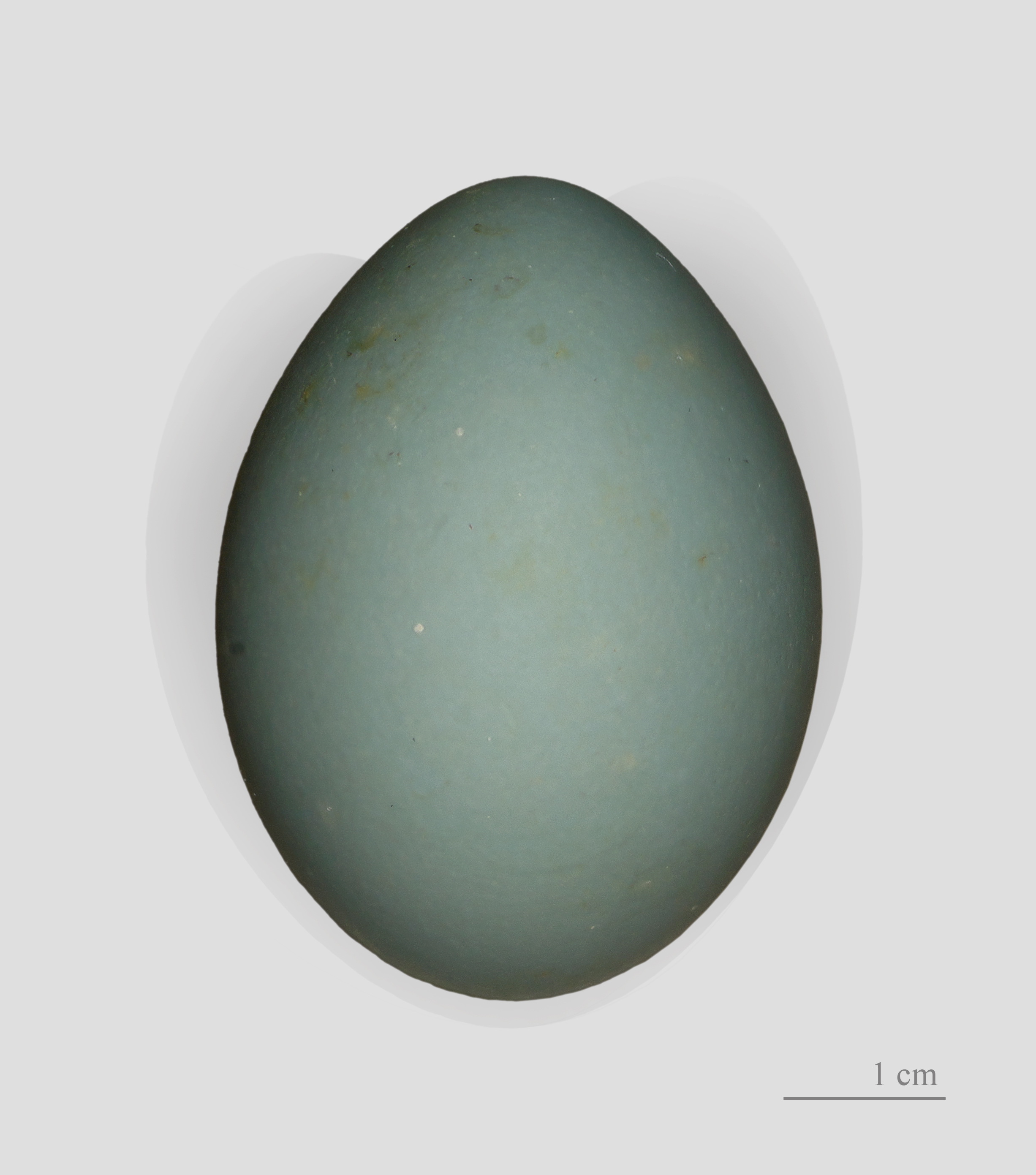
Egretta garzetta

На волі й спині в самців у шлюбний період відростає красиве ніжне пір'я.
В Європі та Середній Азії сезон розмноження з березня по липень. На іншій частині ареалу він, як правило, знаходиться в тісній залежності від сезону дощів. Гніздиться колоніями — моновидовими або спільно з іншими болотними птахами — як правило, це змішані поселення з єгипетськими і жовтими чаплями, звичайними кваками, коровайками, косарами і бакланами. Розмір змішаних колоній може досягати декількох тисяч пар, хоча у разі окремого поселення вони зазвичай не перевищують 100 пар. Рідко зустрічаються поодинокі пари, що гніздяться.
Гніздовий біотоп мілководні водойми, заплави річок. Гніздо будують обидва батьки: самець приносить гілки і соломинки, самка складає з них гніздо. Часто птахи тільки ремонтують і зміцнюють торішні гнізда. Гніздо у вигляді перегорнутого конуса з прозорими стінками шириною 30—35 см, висота 10-12 см., влаштовується на заломах очерету невисоко над поверхнею води, або на чагарнику чи дереві на висоті до 20 м від землі, переважно дубах. У першому випадку використовуються довгі сухі прутики, у другому стеблинки трав. Типові місця гніздування чепури малої — це великі зарості очерету і рогозу у важкодоступних заболочених територіях заплав річок і озер. На островах Зеленого мису гнізда влаштовуються на скелях. Іноді нова споруда не будується, а птахи займають старі гнізда інших чапель. В облаштуванні гнізда помітний розподіл обов'язків між птахами — самець здобуває будівельний матеріал, а самиця вкладає його на місце.
У колонії під час будівництва гнізд дуже шумно, птахи конкурують за найкращі місця для гнізд. Внаслідок цих суперечок, кваки і коровайки відтісняються на край колонії.
Нерідко перші яйця відкладають в недобудовані гнізда. Масова яйцекладка припадає на першу половину травня, пізніші, а можливо повторні кладки зустрічаються в колонії до кінця червня. До місць гніздування чепура мала прилітає в кінці березня — на початку квітня. У колонії відстань між двома сусідніми гніздами в середньому становить 1—4 м, рідше менше одного метра. У кладці 2-6, рідко 8 яєць (у тропіках кладки зазвичай менші). Яйця блакитно-зелені, зі слабким блиском, відкладаються з інтервалом у добу чи дві. Розмір яєць 46×34 мм, вага близько 28 г. Насиджування триває 21-25 днів. Сидять по черзі самець і самиця, хоча самка проводить на гнізді набагато більше часу. З'явилися на світ пташенята покриті рідким білим пухом. Обоє батьків годують їх, відригуючи їжу з дзьоба в дзьоб. Вже приблизно через 3 тижні пташенята залишають гніздо, в світлий час доби перебираючись на сусідні гілки дерев. У цей період вони ще не здатні літати і самостійно добувати собі корм, але вже досить впевнено почувають себе поза гніздом. Батьки ще годують їх якийсь час після того, як вони навчилися літати, сплять пташенята теж у колонії. Здатність до польоту з'являється через 40-45 днів. Незабаром після цього, по завершенню декількох тренувальних польотів під наглядом батьків, пташенята назавжди покидають гніздо і тримаються зграями на кормових ділянках. З появою людини на території гніздування подають короткі хрипкі крики, що свідчить про їх лякливість і обережність.
У середині липня в колонії стає тихо. За деякий час дорослі птахи повністю линяють, втрачаючи прикраси з пір'я. Вони знову відростають на наступний рік у період з січня по квітень.
Зазвичай живе близько 5 років. Найбільша відома тривалість життя, відзначена у Франції — 22,4 року.

## Живлення

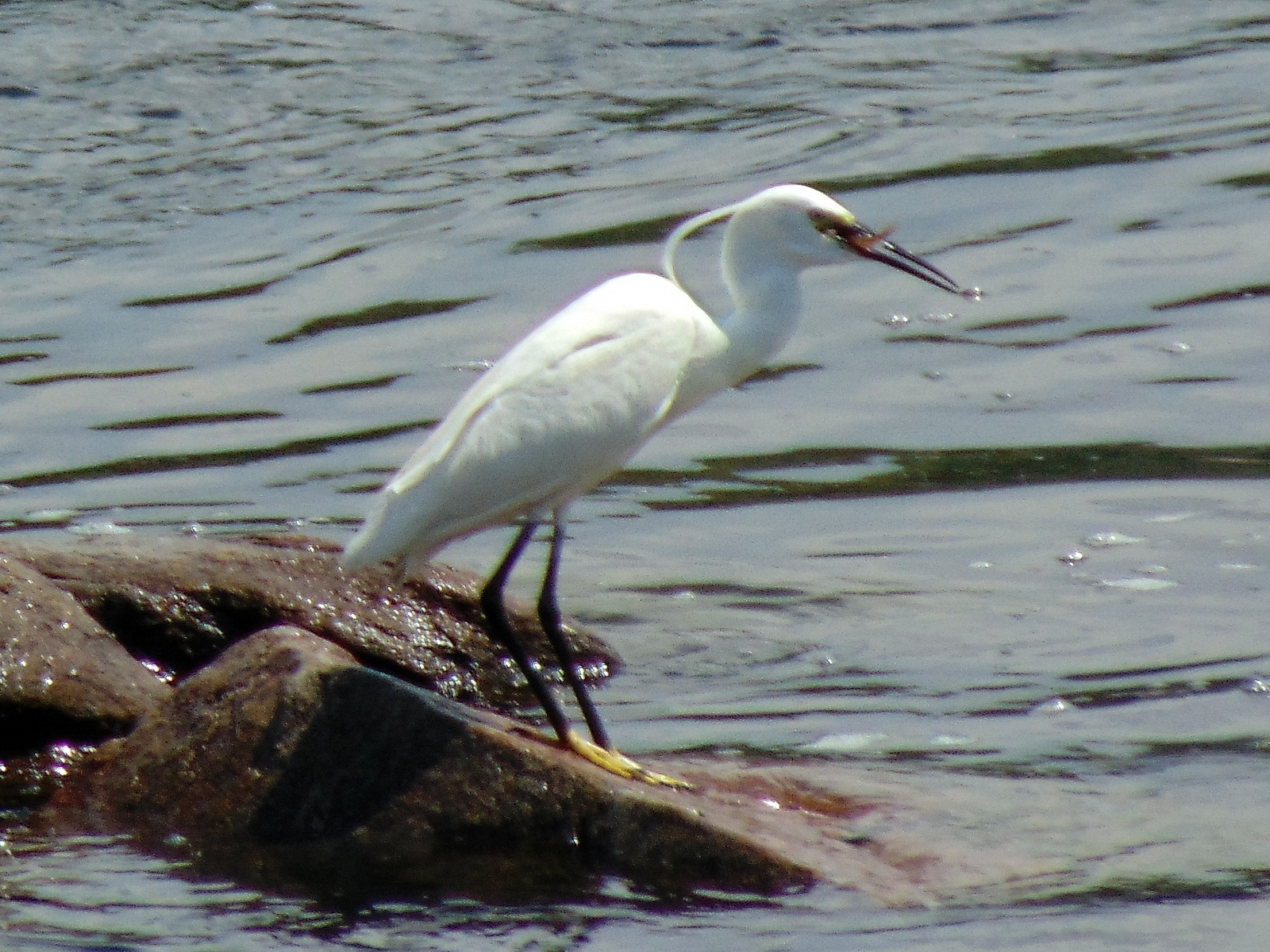
Вдале полювання. Національний заповідник «Хортиця»

Основу раціону становить дрібна риба довжиною до 4 см і вагою до 20 г. Крім того, вживає в їжу жаб, водяних і наземних комах (жуки, личинки бабок, коники, сарана, капустянки, цвіркуни тощо), павукоподібних, ракоподібних (бокоплави, креветки Palaemonetes spp. та інших), молюсків (равлики, двостулкові молюски), дрібних рептилій і птахів.
Годується на мілководді, с прибережного каміння та скелястих острівців, часто тримаючись одного улюбленого місця. Під час полювання використовує різноманітні способи — нерухомо вартує здобич із засідки або біжить по воді з розпростертими крилами і опущеним дзьобом. У період розмноження відстань від гнізда до кормової території може становити до 7—13 км.
Пізнього літа птахи можуть живитись винятково мешканцями суші. Малі білі чаплі полюють, підкрадаючись до здобичі. У воді швидкими рухами пальців ніг їм вдається сполохати зі своїх сховищ деяких придонних тварин.

## Охорона
Чепура мала охороняється в країнах Європи і занесена до Бернської конвенції (Додаток ІІ — види фауни, що перебувають під особливою охороною). В Україні вид занесений до регіональних червоних списків тварин Дніпропетровської, Луганської, Полтавської і Харківської областей. Крім того, згідно Постанови Кабінету Міністрів України від 21 квітня 1998 року № 521 «Про затвердження такс для обчислення розміру відшкодування шкоди, заподіяної порушенням природоохоронного законодавства у межах територій та об'єктів природно-заповідного фонду України» штраф за завдання шкоди цьому виду становить 665 гривень.

## Підвиди
Розрізняють, як мінімум, 2 підвиди малої білої чаплі. Номінативний підвид E. g. garzetta поширений в Європі, Африці та Азії. Підвид E. g. nigripes мешкає в Індонезії і Австралазії. Деякі автори виділяють ще один підвид E. g.immaculata для птахів, що мешкають в Австралії.
Деякі інші самостійні види чапель колись розглядалися як підвиди малої білої чаплі. Серед них берегова чапля (Egretta gularis), що живе в Африці на західному узбережжі та вздовж берегів Червоного моря, а також у прибережних районах Азії від Близького Сходу до Індії. Інший вид, раніше визнавався як підвид малої білої чаплі — рифова чапля (Egretta dimorpha) — поширена у Східній Африці, на Мадагаскарі, атолі Альдабра і Коморських островах.
| На полюванні     | Дорослий самець і молода пташка | Чапля відбита в воді | Чепура мала на заході сонця                    |
| Рибальство чаплі | Самець з чубом на голові        | Чапля з уловом       | Велика біла (в польоті) та три малі білі чаплі |